# Alectrias alectrolophus
Alectrias alectrolophus (лат.) — вид морских лучепёрых рыб из семейства стихеевых (Stichaeidae).
Максимальная длина тела до 10 см. В спинном плавнике 59—66 жестких лучей, мягкие отсутствуют. В анальном плавнике 1 жесткий луч и 41—45 мягких. Позвонков 64—70. Окрас от серого до почти черного с пятнистым рисунком. Обычно вдоль спины проходит волнистая линия, отделяющая темную часть от более светлых пятен, переходящих на спинной плавник. Хвостовой плавник округлый.
Обитает в северо-западной части Тихого океана: от Командорских островов и юго-востока Камчатки до Охотского и северной части Японского моря. В северо-восточной части Тихого океана встречается у берегов Аляски. Донная рыба, встречается на глубине от 0 до 100 м (чаще всего меньше 50). Самки охраняют свои кладки.
Для человека безвреден и коммерческой ценности не имеет. Его охранный статус не оценивался.